# 日本語の21世紀のために
『日本語の21世紀のために』（にほんごのにじゅういっせいきのために）は、文春新書288、丸谷才一、山崎正和による日本語、国語教育に関する対談を収録した本。全3章。2002年11月より発刊。

## 書籍
- 丸谷才一、山崎正和『日本語の21世紀のために』文藝春秋、2002年1月。ISBN 978-4166602889。